# Radio Moscow (album)
Albums de Radio Moscow
Brain Cycles
(2009)
Radio Moscow est le premier album studio du groupe de rock/blues psychédélique américain Radio Moscow formé en 2004 par Parker Griggs.
Ce premier album éponyme a été réalisé le 27 février 2007 sous le label Alive Naturalsound.

## Track listing
C'est Parker Griggs qui a écrit et enregistré (voix, guitare, batterie) l'ensemble de l'album à l'exception des chansons "introduction" et "timebomb" par Parker Griggs et Dan Auerbach (The Black Keys). 
C'est après avoir écouté une démo enregistrée par Parker Griggs que Dan Auerbach va proposer à celui-ci d'enregistrer un premier album dans son studio qu'il produira sur le label Alive Naturalsound.
1. Introduction – 1:19
2. Frustrating Sound – 3:54
3. Luckydutch – 4:40
4. Lickskillet – 4:55
5. Mistreating Queen – 4:32
6. Whatever Happened – 3:20
7. Timebomb – 3:17
8. Deep Blue Sea – 5:39
9. Ordovician Fauna – 2:01
10. Fuse – 3:13

## Musiciens
- Parker Griggs – voix, guitare, batterie, percussion
- Luke McDuff – basse

## Production
- Dan Auerbach – guitare, production, ingénierie du son
- Chris Keffer – montage et mixage
- Anthony Yankovic – artwork